# Tour de California 2019
La 14.ª edición del Tour de California (nombre oficial: Amgen Tour of California) fue una carrera de ciclismo en ruta por etapas que se celebró en los Estados Unidos en el estado de California entre el 12 y el 18 de mayo de 2019 con inicio en la ciudad de Sacramento y final en la ciudad de Pasadena sobre un recorrido de 1229 kilómetros.
La carrera formó parte del UCI WorldTour 2019, siendo la vigésima cuarta competición del calendario de máxima categoría mundial. El vencedor final fue el esloveno Tadej Pogačar del UAE Emirates seguido del colombiano Sergio Higuita del EF Education First y el danés Kasper Asgreen del Deceuninck-Quick Step.

## Equipos participantes
Tomaron parte en la carrera 19 equipos: 13 de categoría UCI WorldTeam; 5 de categoría Profesional Continental; y la selección nacional de Estados Unidos. Formando así un pelotón de 132 ciclistas de los que acabaron 112. Los equipos participantes fueron:
| WorldTeams (13)- Astana - Bahrain-Merida - Bora-hansgrohe - CCC Team - Deceuninck-Quick Step - EF Education First - Dimension Data - Team Jumbo-Visma - Katusha-Alpecin - Ineos - Team Sunweb - Trek-Segafredo - UAE Team Emirates Equipos continentales profesionales (5)- Cofidis, Solutions Crédits - Hagens Berman Axeon - Israel Cycling Academy - Rally UHC Cycling - Team Novo Nordisk Equipo nacional- Estados Unidos |
| |

## Recorrido
El Tour de California dispone de siete etapas para un recorrido total de 1229 kilómetros desde Sacramento hasta Pasadena; dividido en cuatro etapas llanas, una etapa de media montaña, y dos etapas de montaña con final en alto en South Lake Tahoe, lo que a menudo desempeña un papel decisivo en la carrera.
| Etapa     | Fecha     | Recorrido                                   | type                   | Distancia (km) | Ganador             | Líder              |
| --------- | --------- | ------------------------------------------- | ---------------------- | -------------- | ------------------- | ------------------ |
| 1.ª etapa | 12 de may | Sacramento – Sacramento                     | etapa llana            | 143            | Peter Sagan         | Peter Sagan        |
| 2.ª etapa | 13 de may | Rancho Cordova – South Lake Tahoe           | etapa de montaña       | 214,5          | Kasper Asgreen      | Tejay van Garderen |
| 3.ª etapa | 14 de may | Stockton – Morgan Hill                      | etapa llana            | 208            | Rémi Cavagna        | Tejay van Garderen |
| 4.ª etapa | 15 de may | WeatherTech Raceway Laguna Seca – Morro Bay | etapa de media montaña | 214,5          | Fabio Jakobsen      | Tejay van Garderen |
| 5.ª etapa | 16 de may | Pismo Beach – Ventura                       | etapa llana            | 219,5          | Iván García Cortina | Tejay van Garderen |
| 6.ª etapa | 17 de may | Ontario – Monte Baldy                       | etapa de montaña       | 127,5          | Tadej Pogačar       | Tadej Pogačar      |
| 7.ª etapa | 18 de may | Santa Clarita – Pasadena                    | etapa llana            | 126            | Cees Bol            | Tadej Pogačar      |

## Desarrollo de la carrera

### 1.ª etapa
| Sacramento - Sacramento | etapa llana | (143 km) |

| \| Clasificación de la etapa \| Clasificación de la etapa \| Clasificación de la etapa \| Clasificación de la etapa \| Clasificación de la etapa \| \| Ciclista \| Ciclista \| Equipo \| Tiempo \| \| \| ------------------------- \| ------------------------- \| ------------------------- \| ------------------------- \| ------------------------- \| \| 1.º \| Peter Sagan \| Bora-Hansgrohe \| 3 h 14 min 10 s \| \| \| 2.º \| Travis McCabe \| Estados Unidos \| + 0 s \| \| \| 3.º \| Max Walscheid \| Team Sunweb \| + 0 s \| \| \| 4.º \| Kristoffer Halvorsen \| Team Ineos \| + 0 s \| \| \| 5.º \| Michael Mørkøv \| Deceuninck-Quick Step \| + 0 s \| \| \| 6.º \| Owain Doull \| Team Ineos \| + 0 s \| \| \| 7.º \| John Degenkolb \| Trek-Segafredo \| + 4 s \| \| \| 8.º \| Phil Bauhaus \| Bahrain-Merida \| + 4 s \| \| \| 9.º \| Erik Baška \| Bora-Hansgrohe \| + 4 s \| \| \| 10.º \| Jasper Philipsen \| UAE Team Emirates \| + 4 s \| \| |                      |                       |                 |
| |                      |                       |                 |
| Fuente: ProCyclingStats |                      |                       |                 |
| Clasificación de la etapa |                      |                       |                 |
| Ciclista | Ciclista             | Equipo                | Tiempo          |
| 1.º | Peter Sagan          | Bora-Hansgrohe        | 3 h 14 min 10 s |
| 2.º | Travis McCabe        | Estados Unidos        | + 0 s           |
| 3.º | Max Walscheid        | Team Sunweb           | + 0 s           |
| 4.º | Kristoffer Halvorsen | Team Ineos            | + 0 s           |
| 5.º | Michael Mørkøv       | Deceuninck-Quick Step | + 0 s           |
| 6.º | Owain Doull          | Team Ineos            | + 0 s           |
| 7.º | John Degenkolb       | Trek-Segafredo        | + 4 s           |
| 8.º | Phil Bauhaus         | Bahrain-Merida        | + 4 s           |
| 9.º | Erik Baška           | Bora-Hansgrohe        | + 4 s           |
| 10.º | Jasper Philipsen     | UAE Team Emirates     | + 4 s           |

| \| Clasificación general \| Clasificación general \| Clasificación general \| Clasificación general \| Clasificación general \| \| Ciclista \| Ciclista \| Equipo \| Tiempo \| \| \| --------------------- \| --------------------- \| --------------------- \| --------------------- \| --------------------- \| \| 1.º \| Peter Sagan \| Bora-Hansgrohe \| 3 h 14 min 00 s \| \| \| 2.º \| Travis McCabe \| Estados Unidos \| + 0 s \| \| \| 3.º \| Max Walscheid \| Team Sunweb \| + 0 s \| \| \| 4.º \| Kristoffer Halvorsen \| Team Ineos \| + 0 s \| \| \| 5.º \| Michael Mørkøv \| Deceuninck-Quick Step \| + 0 s \| \| \| 6.º \| Owain Doull \| Team Ineos \| + 0 s \| \| \| 7.º \| Tyler Stites \| Estados Unidos \| + 0 s \| \| \| 8.º \| Felix Großschartner \| Bora-Hansgrohe \| + 0 s \| \| \| 9.º \| George Bennett \| Team Jumbo-Visma \| + 0 s \| \| \| 10.º \| Laurens de Vreese \| Astana \| + 0 s \| \| |                      |                       |                 |
| |                      |                       |                 |
| Fuente: ProCyclingStats |                      |                       |                 |
| Clasificación general |                      |                       |                 |
| Ciclista | Ciclista             | Equipo                | Tiempo          |
| 1.º | Peter Sagan          | Bora-Hansgrohe        | 3 h 14 min 00 s |
| 2.º | Travis McCabe        | Estados Unidos        | + 0 s           |
| 3.º | Max Walscheid        | Team Sunweb           | + 0 s           |
| 4.º | Kristoffer Halvorsen | Team Ineos            | + 0 s           |
| 5.º | Michael Mørkøv       | Deceuninck-Quick Step | + 0 s           |
| 6.º | Owain Doull          | Team Ineos            | + 0 s           |
| 7.º | Tyler Stites         | Estados Unidos        | + 0 s           |
| 8.º | Felix Großschartner  | Bora-Hansgrohe        | + 0 s           |
| 9.º | George Bennett       | Team Jumbo-Visma      | + 0 s           |
| 10.º | Laurens de Vreese    | Astana                | + 0 s           |

### 2.ª etapa
| Rancho Cordova - South Lake Tahoe | etapa de montaña | (214,5 km) |

| \| Clasificación de la etapa \| Clasificación de la etapa \| Clasificación de la etapa \| Clasificación de la etapa \| Clasificación de la etapa \| \| Ciclista \| Ciclista \| Equipo \| Tiempo \| \| \| ------------------------- \| ------------------------- \| ------------------------- \| ------------------------- \| ------------------------- \| \| 1.º \| Kasper Asgreen \| Deceuninck-Quick Step \| 6 h 17 min 11 s \| \| \| 2.º \| Tejay van Garderen \| EF Education First \| + 0 s \| \| \| 3.º \| Gianni Moscon \| Team Ineos \| + 4 s \| \| \| 4.º \| Tadej Pogačar \| UAE Team Emirates \| + 10 s \| \| \| 5.º \| Maximilian Schachmann \| Bora-Hansgrohe \| + 16 s \| \| \| 6.º \| Jonas Gregaard \| Astana \| + 27 s \| \| \| 7.º \| Rob Britton \| Rally UHC Cycling \| + 27 s \| \| \| 8.º \| Sergio Higuita \| EF Education First \| + 31 s \| \| \| 9.º \| Rigoberto Urán \| EF Education First \| + 31 s \| \| \| 10.º \| George Bennett \| Team Jumbo-Visma \| + 31 s \| \| |                       |                       |                 |
| |                       |                       |                 |
| Fuente: ProCyclingStats |                       |                       |                 |
| Clasificación de la etapa |                       |                       |                 |
| Ciclista | Ciclista              | Equipo                | Tiempo          |
| 1.º | Kasper Asgreen        | Deceuninck-Quick Step | 6 h 17 min 11 s |
| 2.º | Tejay van Garderen    | EF Education First    | + 0 s           |
| 3.º | Gianni Moscon         | Team Ineos            | + 4 s           |
| 4.º | Tadej Pogačar         | UAE Team Emirates     | + 10 s          |
| 5.º | Maximilian Schachmann | Bora-Hansgrohe        | + 16 s          |
| 6.º | Jonas Gregaard        | Astana                | + 27 s          |
| 7.º | Rob Britton           | Rally UHC Cycling     | + 27 s          |
| 8.º | Sergio Higuita        | EF Education First    | + 31 s          |
| 9.º | Rigoberto Urán        | EF Education First    | + 31 s          |
| 10.º | George Bennett        | Team Jumbo-Visma      | + 31 s          |

| \| Clasificación general \| Clasificación general \| Clasificación general \| Clasificación general \| Clasificación general \| \| Ciclista \| Ciclista \| Equipo \| Tiempo \| \| \| --------------------- \| --------------------- \| --------------------- \| --------------------- \| --------------------- \| \| 1.º \| Tejay van Garderen \| EF Education First \| 9 h 31 min 19 s \| \| \| 2.º \| Gianni Moscon \| Team Ineos \| + 6 s \| \| \| 3.º \| Kasper Asgreen \| Deceuninck-Quick Step \| + 7 s \| \| \| 4.º \| Tadej Pogačar \| UAE Team Emirates \| + 16 s \| \| \| 5.º \| Maximilian Schachmann \| Bora-Hansgrohe \| + 22 s \| \| \| 6.º \| Rob Britton \| Rally UHC Cycling \| + 33 s \| \| \| 7.º \| Jonas Gregaard \| Astana \| + 33 s \| \| \| 8.º \| David de la Cruz \| Team Ineos \| + 34 s \| \| \| 9.º \| Felix Großschartner \| Bora-Hansgrohe \| + 35 s \| \| \| 10.º \| George Bennett \| Team Jumbo-Visma \| + 36 s \| \| |                       |                       |                 |
| |                       |                       |                 |
| Fuente: ProCyclingStats |                       |                       |                 |
| Clasificación general |                       |                       |                 |
| Ciclista | Ciclista              | Equipo                | Tiempo          |
| 1.º | Tejay van Garderen    | EF Education First    | 9 h 31 min 19 s |
| 2.º | Gianni Moscon         | Team Ineos            | + 6 s           |
| 3.º | Kasper Asgreen        | Deceuninck-Quick Step | + 7 s           |
| 4.º | Tadej Pogačar         | UAE Team Emirates     | + 16 s          |
| 5.º | Maximilian Schachmann | Bora-Hansgrohe        | + 22 s          |
| 6.º | Rob Britton           | Rally UHC Cycling     | + 33 s          |
| 7.º | Jonas Gregaard        | Astana                | + 33 s          |
| 8.º | David de la Cruz      | Team Ineos            | + 34 s          |
| 9.º | Felix Großschartner   | Bora-Hansgrohe        | + 35 s          |
| 10.º | George Bennett        | Team Jumbo-Visma      | + 36 s          |

### 3.ª etapa
| Stockton - Morgan Hill | etapa llana | (208 km) |

| \| Clasificación de la etapa \| Clasificación de la etapa \| Clasificación de la etapa \| Clasificación de la etapa \| Clasificación de la etapa \| \| Ciclista \| Ciclista \| Equipo \| Tiempo \| \| \| ------------------------- \| ------------------------- \| ------------------------- \| ------------------------- \| ------------------------- \| \| 1.º \| Rémi Cavagna \| Deceuninck-Quick Step \| 5 h 44 min 22 s \| \| \| 2.º \| Benjamin King \| Dimension Data \| + 7 min 11 s \| \| \| 3.º \| Simon Geschke \| CCC Team \| + 7 min 11 s \| \| \| 4.º \| Kasper Asgreen \| Deceuninck-Quick Step \| + 7 min 47 s \| \| \| 5.º \| Jasper Philipsen \| UAE Team Emirates \| + 7 min 47 s \| \| \| 6.º \| Maximilian Schachmann \| Bora-Hansgrohe \| + 7 min 47 s \| \| \| 7.º \| Nathan Haas \| Katusha-Alpecin \| + 7 min 47 s \| \| \| 8.º \| Davide Ballerini \| Astana \| + 7 min 47 s \| \| \| 9.º \| Zdeněk Štybar \| Deceuninck-Quick Step \| + 7 min 47 s \| \| \| 10.º \| Tadej Pogačar \| UAE Team Emirates \| + 7 min 47 s \| \| |                       |                       |                 |
| |                       |                       |                 |
| Fuente: ProCyclingStats |                       |                       |                 |
| Clasificación de la etapa |                       |                       |                 |
| Ciclista | Ciclista              | Equipo                | Tiempo          |
| 1.º | Rémi Cavagna          | Deceuninck-Quick Step | 5 h 44 min 22 s |
| 2.º | Benjamin King         | Dimension Data        | + 7 min 11 s    |
| 3.º | Simon Geschke         | CCC Team              | + 7 min 11 s    |
| 4.º | Kasper Asgreen        | Deceuninck-Quick Step | + 7 min 47 s    |
| 5.º | Jasper Philipsen      | UAE Team Emirates     | + 7 min 47 s    |
| 6.º | Maximilian Schachmann | Bora-Hansgrohe        | + 7 min 47 s    |
| 7.º | Nathan Haas           | Katusha-Alpecin       | + 7 min 47 s    |
| 8.º | Davide Ballerini      | Astana                | + 7 min 47 s    |
| 9.º | Zdeněk Štybar         | Deceuninck-Quick Step | + 7 min 47 s    |
| 10.º | Tadej Pogačar         | UAE Team Emirates     | + 7 min 47 s    |

| \| Clasificación general \| Clasificación general \| Clasificación general \| Clasificación general \| Clasificación general \| \| Ciclista \| Ciclista \| Equipo \| Tiempo \| \| \| --------------------- \| --------------------- \| --------------------- \| --------------------- \| --------------------- \| \| 1.º \| Tejay van Garderen \| EF Education First \| 15 h 26 min 28 s \| \| \| 2.º \| Gianni Moscon \| Team Ineos \| + 6 s \| \| \| 3.º \| Kasper Asgreen \| Deceuninck-Quick Step \| + 7 s \| \| \| 4.º \| Tadej Pogačar \| UAE Team Emirates \| + 16 s \| \| \| 5.º \| Maximilian Schachmann \| Bora-Hansgrohe \| + 22 s \| \| \| 6.º \| Rob Britton \| Rally UHC Cycling \| + 33 s \| \| \| 7.º \| Jonas Gregaard \| Astana \| + 33 s \| \| \| 8.º \| David de la Cruz \| Team Ineos \| + 34 s \| \| \| 9.º \| Felix Großschartner \| Bora-Hansgrohe \| + 35 s \| \| \| 10.º \| George Bennett \| Team Jumbo-Visma \| + 36 s \| \| |                       |                       |                  |
| |                       |                       |                  |
| Fuente: ProCyclingStats |                       |                       |                  |
| Clasificación general |                       |                       |                  |
| Ciclista | Ciclista              | Equipo                | Tiempo           |
| 1.º | Tejay van Garderen    | EF Education First    | 15 h 26 min 28 s |
| 2.º | Gianni Moscon         | Team Ineos            | + 6 s            |
| 3.º | Kasper Asgreen        | Deceuninck-Quick Step | + 7 s            |
| 4.º | Tadej Pogačar         | UAE Team Emirates     | + 16 s           |
| 5.º | Maximilian Schachmann | Bora-Hansgrohe        | + 22 s           |
| 6.º | Rob Britton           | Rally UHC Cycling     | + 33 s           |
| 7.º | Jonas Gregaard        | Astana                | + 33 s           |
| 8.º | David de la Cruz      | Team Ineos            | + 34 s           |
| 9.º | Felix Großschartner   | Bora-Hansgrohe        | + 35 s           |
| 10.º | George Bennett        | Team Jumbo-Visma      | + 36 s           |

### 4.ª etapa
| WeatherTech Raceway Laguna Seca - Morro Bay | etapa de media montaña | (214,5 km) |

| \| Clasificación de la etapa \| Clasificación de la etapa \| Clasificación de la etapa \| Clasificación de la etapa \| Clasificación de la etapa \| \| Ciclista \| Ciclista \| Equipo \| Tiempo \| \| \| ------------------------- \| --------------------------- \| -------------------------- \| ------------------------- \| ------------------------- \| \| 1.º \| Fabio Jakobsen \| Deceuninck-Quick Step \| 5 h 53 min 22 s \| \| \| 2.º \| Jasper Philipsen \| UAE Team Emirates \| + 0 s \| \| \| 3.º \| Peter Sagan \| Bora-Hansgrohe \| + 0 s \| \| \| 4.º \| Nacer Bouhanni \| Cofidis, Solutions Crédits \| + 0 s \| \| \| 5.º \| Reinardt Janse van Rensburg \| Dimension Data \| + 0 s \| \| \| 6.º \| Davide Ballerini \| Astana \| + 0 s \| \| \| 7.º \| Phil Bauhaus \| Bahrain-Merida \| + 0 s \| \| \| 8.º \| Kristoffer Halvorsen \| Team Ineos \| + 0 s \| \| \| 9.º \| Danny van Poppel \| Team Jumbo-Visma \| + 0 s \| \| \| 10.º \| Kasper Asgreen \| Deceuninck-Quick Step \| + 0 s \| \| |                             |                            |                 |
| |                             |                            |                 |
| Fuente: ProCyclingStats |                             |                            |                 |
| Clasificación de la etapa |                             |                            |                 |
| Ciclista | Ciclista                    | Equipo                     | Tiempo          |
| 1.º | Fabio Jakobsen              | Deceuninck-Quick Step      | 5 h 53 min 22 s |
| 2.º | Jasper Philipsen            | UAE Team Emirates          | + 0 s           |
| 3.º | Peter Sagan                 | Bora-Hansgrohe             | + 0 s           |
| 4.º | Nacer Bouhanni              | Cofidis, Solutions Crédits | + 0 s           |
| 5.º | Reinardt Janse van Rensburg | Dimension Data             | + 0 s           |
| 6.º | Davide Ballerini            | Astana                     | + 0 s           |
| 7.º | Phil Bauhaus                | Bahrain-Merida             | + 0 s           |
| 8.º | Kristoffer Halvorsen        | Team Ineos                 | + 0 s           |
| 9.º | Danny van Poppel            | Team Jumbo-Visma           | + 0 s           |
| 10.º | Kasper Asgreen              | Deceuninck-Quick Step      | + 0 s           |

| \| Clasificación general \| Clasificación general \| Clasificación general \| Clasificación general \| Clasificación general \| \| Ciclista \| Ciclista \| Equipo \| Tiempo \| \| \| --------------------- \| --------------------- \| --------------------- \| --------------------- \| --------------------- \| \| 1.º \| Tejay van Garderen \| EF Education First \| 21 h 16 min 50 s \| \| \| 2.º \| Gianni Moscon \| Team Ineos \| + 6 s \| \| \| 3.º \| Kasper Asgreen \| Deceuninck-Quick Step \| + 7 s \| \| \| 4.º \| Tadej Pogačar \| UAE Team Emirates \| + 16 s \| \| \| 5.º \| Maximilian Schachmann \| Bora-Hansgrohe \| + 22 s \| \| \| 6.º \| Rob Britton \| Rally UHC Cycling \| + 33 s \| \| \| 7.º \| Jonas Gregaard \| Astana \| + 33 s \| \| \| 8.º \| David de la Cruz \| Team Ineos \| + 34 s \| \| \| 9.º \| Felix Großschartner \| Bora-Hansgrohe \| + 35 s \| \| \| 10.º \| George Bennett \| Team Jumbo-Visma \| + 36 s \| \| |                       |                       |                  |
| |                       |                       |                  |
| Fuente: ProCyclingStats |                       |                       |                  |
| Clasificación general |                       |                       |                  |
| Ciclista | Ciclista              | Equipo                | Tiempo           |
| 1.º | Tejay van Garderen    | EF Education First    | 21 h 16 min 50 s |
| 2.º | Gianni Moscon         | Team Ineos            | + 6 s            |
| 3.º | Kasper Asgreen        | Deceuninck-Quick Step | + 7 s            |
| 4.º | Tadej Pogačar         | UAE Team Emirates     | + 16 s           |
| 5.º | Maximilian Schachmann | Bora-Hansgrohe        | + 22 s           |
| 6.º | Rob Britton           | Rally UHC Cycling     | + 33 s           |
| 7.º | Jonas Gregaard        | Astana                | + 33 s           |
| 8.º | David de la Cruz      | Team Ineos            | + 34 s           |
| 9.º | Felix Großschartner   | Bora-Hansgrohe        | + 35 s           |
| 10.º | George Bennett        | Team Jumbo-Visma      | + 36 s           |

### 5.ª etapa
| Pismo Beach - Ventura | etapa llana | (219,5 km) |

| \| Clasificación de la etapa \| Clasificación de la etapa \| Clasificación de la etapa \| Clasificación de la etapa \| Clasificación de la etapa \| \| Ciclista \| Ciclista \| Equipo \| Tiempo \| \| \| ------------------------- \| ------------------------- \| -------------------------- \| ------------------------- \| ------------------------- \| \| 1.º \| Iván García Cortina \| Bahrain-Merida \| 4 h 56 min 11 s \| \| \| 2.º \| Maximiliano Richeze \| Deceuninck-Quick Step \| + 0 s \| \| \| 3.º \| Sergio Higuita \| EF Education First \| + 0 s \| \| \| 4.º \| Joris Nieuwenhuis \| Team Sunweb \| + 0 s \| \| \| 5.º \| Kasper Asgreen \| Deceuninck-Quick Step \| + 0 s \| \| \| 6.º \| Maximilian Schachmann \| Bora-Hansgrohe \| + 0 s \| \| \| 7.º \| Paweł Bernas \| CCC Team \| + 0 s \| \| \| 8.º \| Nacer Bouhanni \| Cofidis, Solutions Crédits \| + 0 s \| \| \| 9.º \| Tadej Pogačar \| UAE Team Emirates \| + 0 s \| \| \| 10.º \| Hugo Houle \| Astana \| + 0 s \| \| |                       |                            |                 |
| |                       |                            |                 |
| Fuente: ProCyclingStats |                       |                            |                 |
| Clasificación de la etapa |                       |                            |                 |
| Ciclista | Ciclista              | Equipo                     | Tiempo          |
| 1.º | Iván García Cortina   | Bahrain-Merida             | 4 h 56 min 11 s |
| 2.º | Maximiliano Richeze   | Deceuninck-Quick Step      | + 0 s           |
| 3.º | Sergio Higuita        | EF Education First         | + 0 s           |
| 4.º | Joris Nieuwenhuis     | Team Sunweb                | + 0 s           |
| 5.º | Kasper Asgreen        | Deceuninck-Quick Step      | + 0 s           |
| 6.º | Maximilian Schachmann | Bora-Hansgrohe             | + 0 s           |
| 7.º | Paweł Bernas          | CCC Team                   | + 0 s           |
| 8.º | Nacer Bouhanni        | Cofidis, Solutions Crédits | + 0 s           |
| 9.º | Tadej Pogačar         | UAE Team Emirates          | + 0 s           |
| 10.º | Hugo Houle            | Astana                     | + 0 s           |

| \| Clasificación general \| Clasificación general \| Clasificación general \| Clasificación general \| Clasificación general \| \| Ciclista \| Ciclista \| Equipo \| Tiempo \| \| \| --------------------- \| --------------------- \| --------------------- \| --------------------- \| --------------------- \| \| 1.º \| Tejay van Garderen \| EF Education First \| 26 h 13 min 01 s \| \| \| 2.º \| Kasper Asgreen \| Deceuninck-Quick Step \| + 4 s \| \| \| 3.º \| Gianni Moscon \| Team Ineos \| + 6 s \| \| \| 4.º \| Tadej Pogačar \| UAE Team Emirates \| + 16 s \| \| \| 5.º \| Maximilian Schachmann \| Bora-Hansgrohe \| + 22 s \| \| \| 6.º \| Sergio Higuita \| EF Education First \| + 28 s \| \| \| 7.º \| Jonas Gregaard \| Astana \| + 33 s \| \| \| 8.º \| George Bennett \| Team Jumbo-Visma \| + 34 s \| \| \| 9.º \| Felix Großschartner \| Bora-Hansgrohe \| + 35 s \| \| \| 10.º \| Rigoberto Urán \| EF Education First \| + 36 s \| \| |                       |                       |                  |
| |                       |                       |                  |
| Fuente: ProCyclingStats |                       |                       |                  |
| Clasificación general |                       |                       |                  |
| Ciclista | Ciclista              | Equipo                | Tiempo           |
| 1.º | Tejay van Garderen    | EF Education First    | 26 h 13 min 01 s |
| 2.º | Kasper Asgreen        | Deceuninck-Quick Step | + 4 s            |
| 3.º | Gianni Moscon         | Team Ineos            | + 6 s            |
| 4.º | Tadej Pogačar         | UAE Team Emirates     | + 16 s           |
| 5.º | Maximilian Schachmann | Bora-Hansgrohe        | + 22 s           |
| 6.º | Sergio Higuita        | EF Education First    | + 28 s           |
| 7.º | Jonas Gregaard        | Astana                | + 33 s           |
| 8.º | George Bennett        | Team Jumbo-Visma      | + 34 s           |
| 9.º | Felix Großschartner   | Bora-Hansgrohe        | + 35 s           |
| 10.º | Rigoberto Urán        | EF Education First    | + 36 s           |

### 6.ª etapa
| Ontario - Monte Baldy | etapa de montaña | (127,5 km) |

| \| Clasificación de la etapa \| Clasificación de la etapa \| Clasificación de la etapa \| Clasificación de la etapa \| Clasificación de la etapa \| \| Ciclista \| Ciclista \| Equipo \| Tiempo \| \| \| ------------------------- \| ------------------------- \| -------------------------- \| ------------------------- \| ------------------------- \| \| 1.º \| Tadej Pogačar \| UAE Team Emirates \| 3 h 48 min 49 s \| \| \| 2.º \| Sergio Higuita \| EF Education First \| + 0 s \| \| \| 3.º \| George Bennett \| Team Jumbo-Visma \| + 5 s \| \| \| 4.º \| Richie Porte \| Trek-Segafredo \| + 10 s \| \| \| 5.º \| Riccardo Zoidl \| CCC Team \| + 20 s \| \| \| 6.º \| Kasper Asgreen \| Deceuninck-Quick Step \| + 22 s \| \| \| 7.º \| Simon Špilak \| Katusha-Alpecin \| + 25 s \| \| \| 8.º \| Rohan Dennis \| Bahrain-Merida \| + 47 s \| \| \| 9.º \| Rob Britton \| Rally UHC Cycling \| + 47 s \| \| \| 10.º \| Jesper Hansen \| Cofidis, Solutions Crédits \| + 47 s \| \| |                |                            |                 |
| |                |                            |                 |
| Fuente: ProCyclingStats |                |                            |                 |
| Clasificación de la etapa |                |                            |                 |
| Ciclista | Ciclista       | Equipo                     | Tiempo          |
| 1.º | Tadej Pogačar  | UAE Team Emirates          | 3 h 48 min 49 s |
| 2.º | Sergio Higuita | EF Education First         | + 0 s           |
| 3.º | George Bennett | Team Jumbo-Visma           | + 5 s           |
| 4.º | Richie Porte   | Trek-Segafredo             | + 10 s          |
| 5.º | Riccardo Zoidl | CCC Team                   | + 20 s          |
| 6.º | Kasper Asgreen | Deceuninck-Quick Step      | + 22 s          |
| 7.º | Simon Špilak   | Katusha-Alpecin            | + 25 s          |
| 8.º | Rohan Dennis   | Bahrain-Merida             | + 47 s          |
| 9.º | Rob Britton    | Rally UHC Cycling          | + 47 s          |
| 10.º | Jesper Hansen  | Cofidis, Solutions Crédits | + 47 s          |

| \| Clasificación general \| Clasificación general \| Clasificación general \| Clasificación general \| Clasificación general \| \| Ciclista \| Ciclista \| Equipo \| Tiempo \| \| \| --------------------- \| --------------------- \| -------------------------- \| --------------------- \| --------------------- \| \| 1.º \| Tadej Pogačar \| UAE Team Emirates \| 30 h 01 min 56 s \| \| \| 2.º \| Sergio Higuita \| EF Education First \| + 16 s \| \| \| 3.º \| Kasper Asgreen \| Deceuninck-Quick Step \| + 20 s \| \| \| 4.º \| George Bennett \| Team Jumbo-Visma \| + 29 s \| \| \| 5.º \| Richie Porte \| Trek-Segafredo \| + 41 s \| \| \| 6.º \| Simon Špilak \| Katusha-Alpecin \| + 1 min 03 s \| \| \| 7.º \| Jesper Hansen \| Cofidis, Solutions Crédits \| + 1 min 18 s \| \| \| 8.º \| Felix Großschartner \| Bora-Hansgrohe \| + 1 min 18 s \| \| \| 9.º \| Tejay van Garderen \| EF Education First \| + 1 min 22 s \| \| \| 10.º \| Rohan Dennis \| Bahrain-Merida \| + 1 min 23 s \| \| |                     |                            |                  |
| |                     |                            |                  |
| Fuente: ProCyclingStats |                     |                            |                  |
| Clasificación general |                     |                            |                  |
| Ciclista | Ciclista            | Equipo                     | Tiempo           |
| 1.º | Tadej Pogačar       | UAE Team Emirates          | 30 h 01 min 56 s |
| 2.º | Sergio Higuita      | EF Education First         | + 16 s           |
| 3.º | Kasper Asgreen      | Deceuninck-Quick Step      | + 20 s           |
| 4.º | George Bennett      | Team Jumbo-Visma           | + 29 s           |
| 5.º | Richie Porte        | Trek-Segafredo             | + 41 s           |
| 6.º | Simon Špilak        | Katusha-Alpecin            | + 1 min 03 s     |
| 7.º | Jesper Hansen       | Cofidis, Solutions Crédits | + 1 min 18 s     |
| 8.º | Felix Großschartner | Bora-Hansgrohe             | + 1 min 18 s     |
| 9.º | Tejay van Garderen  | EF Education First         | + 1 min 22 s     |
| 10.º | Rohan Dennis        | Bahrain-Merida             | + 1 min 23 s     |

### 7.ª etapa
| Santa Clarita - Pasadena | etapa llana | (126 km) |

| \| Clasificación de la etapa \| Clasificación de la etapa \| Clasificación de la etapa \| Clasificación de la etapa \| Clasificación de la etapa \| \| Ciclista \| Ciclista \| Equipo \| Tiempo \| \| \| ------------------------- \| ------------------------- \| ------------------------- \| ------------------------- \| ------------------------- \| \| 1.º \| Cees Bol \| Team Sunweb \| 2 h 53 min 16 s \| \| \| 2.º \| Peter Sagan \| Bora-Hansgrohe \| + 0 s \| \| \| 3.º \| Jasper Philipsen \| UAE Team Emirates \| + 0 s \| \| \| 4.º \| Phil Bauhaus \| Bahrain-Merida \| + 0 s \| \| \| 5.º \| Maximiliano Richeze \| Deceuninck-Quick Step \| + 0 s \| \| \| 6.º \| Kristoffer Halvorsen \| Team Ineos \| + 0 s \| \| \| 7.º \| Travis McCabe \| Floyd's Pro Cycling \| + 0 s \| \| \| 8.º \| Andrea Peron \| Team Novo Nordisk \| + 0 s \| \| \| 9.º \| Jens Debusschere \| Katusha-Alpecin \| + 0 s \| \| \| 10.º \| Edwin Ávila \| Israel Cycling Academy \| + 0 s \| \| |                      |                        |                 |
| |                      |                        |                 |
| Fuente: ProCyclingStats |                      |                        |                 |
| Clasificación de la etapa |                      |                        |                 |
| Ciclista | Ciclista             | Equipo                 | Tiempo          |
| 1.º | Cees Bol             | Team Sunweb            | 2 h 53 min 16 s |
| 2.º | Peter Sagan          | Bora-Hansgrohe         | + 0 s           |
| 3.º | Jasper Philipsen     | UAE Team Emirates      | + 0 s           |
| 4.º | Phil Bauhaus         | Bahrain-Merida         | + 0 s           |
| 5.º | Maximiliano Richeze  | Deceuninck-Quick Step  | + 0 s           |
| 6.º | Kristoffer Halvorsen | Team Ineos             | + 0 s           |
| 7.º | Travis McCabe        | Floyd's Pro Cycling    | + 0 s           |
| 8.º | Andrea Peron         | Team Novo Nordisk      | + 0 s           |
| 9.º | Jens Debusschere     | Katusha-Alpecin        | + 0 s           |
| 10.º | Edwin Ávila          | Israel Cycling Academy | + 0 s           |

## Clasificaciones finales
- Las clasificaciones finalizaron de la siguiente forma:[3]

### Clasificación general
| \| Clasificación general \| Clasificación general \| Clasificación general \| Clasificación general \| Clasificación general \| \| Ciclista \| Ciclista \| Equipo \| Tiempo \| \| \| --------------------- \| --------------------- \| -------------------------- \| --------------------- \| --------------------- \| \| 1.º \| Tadej Pogačar \| UAE Team Emirates \| 32 h 55 min 12 s \| \| \| 2.º \| Sergio Higuita \| EF Education First \| + 16 s \| \| \| 3.º \| Kasper Asgreen \| Deceuninck-Quick Step \| + 17 s \| \| \| 4.º \| George Bennett \| Team Jumbo-Visma \| + 29 s \| \| \| 5.º \| Richie Porte \| Trek-Segafredo \| + 41 s \| \| \| 6.º \| Simon Špilak \| Katusha-Alpecin \| + 1 min 03 s \| \| \| 7.º \| Jesper Hansen \| Cofidis, Solutions Crédits \| + 1 min 18 s \| \| \| 8.º \| Felix Großschartner \| Bora-Hansgrohe \| + 1 min 18 s \| \| \| 9.º \| Tejay van Garderen \| EF Education First \| + 1 min 22 s \| \| \| 10.º \| Maximilian Schachmann \| Bora-Hansgrohe \| + 1 min 23 s \| \| |                       |                            |                  |
| |                       |                            |                  |
| Fuente: ProCyclingStats |                       |                            |                  |
| Clasificación general |                       |                            |                  |
| Ciclista | Ciclista              | Equipo                     | Tiempo           |
| 1.º | Tadej Pogačar         | UAE Team Emirates          | 32 h 55 min 12 s |
| 2.º | Sergio Higuita        | EF Education First         | + 16 s           |
| 3.º | Kasper Asgreen        | Deceuninck-Quick Step      | + 17 s           |
| 4.º | George Bennett        | Team Jumbo-Visma           | + 29 s           |
| 5.º | Richie Porte          | Trek-Segafredo             | + 41 s           |
| 6.º | Simon Špilak          | Katusha-Alpecin            | + 1 min 03 s     |
| 7.º | Jesper Hansen         | Cofidis, Solutions Crédits | + 1 min 18 s     |
| 8.º | Felix Großschartner   | Bora-Hansgrohe             | + 1 min 18 s     |
| 9.º | Tejay van Garderen    | EF Education First         | + 1 min 22 s     |
| 10.º | Maximilian Schachmann | Bora-Hansgrohe             | + 1 min 23 s     |

### Clasificación de la montaña
| Clasificación de la montaña | Clasificación de la montaña | Clasificación de la montaña | Clasificación de la montaña | Clasificación de la montaña |
| Ciclista                    | Ciclista                    | Equipo                      | Puntos                      |                             |
| --------------------------- | --------------------------- | --------------------------- | --------------------------- | --------------------------- |
| 1.º                         | Davide Ballerini            | Astana                      | 51 pts                      |                             |
| 2.º                         | Alex Hoehn                  | Estados Unidos              | 35 pts                      |                             |
| 3.º                         | Rémi Cavagna                | Deceuninck-Quick Step       | 31 pts                      |                             |
| 4.º                         | Sergio Higuita              | EF Education First          | 20 pts                      |                             |
| 5.º                         | Tadej Pogačar               | UAE Team Emirates           | 15 pts                      |                             |
| 6.º                         | Kasper Asgreen              | Deceuninck-Quick Step       | 14 pts                      |                             |
| 7.º                         | Michael Hernandez           | Estados Unidos              | 13 pts                      |                             |
| 8.º                         | Lachlan Morton              | EF Education First          | 13 pts                      |                             |
| 9.º                         | Paweł Bernas                | CCC Team                    | 12 pts                      |                             |
| 10.º                        | Hugo Houle                  | Astana                      | 11 pts                      |                             |

### Clasificación por puntos
| Clasificación por puntos | Clasificación por puntos | Clasificación por puntos | Clasificación por puntos | Clasificación por puntos |
| Ciclista                 | Ciclista                 | Equipo                   | Puntos                   |                          |
| ------------------------ | ------------------------ | ------------------------ | ------------------------ | ------------------------ |
| 1.º                      | Kasper Asgreen           | Deceuninck-Quick Step    | 40 pts                   |                          |
| 2.º                      | Peter Sagan              | Bora-Hansgrohe           | 36 pts                   |                          |
| 3.º                      | Sergio Higuita           | EF Education First       | 29 pts                   |                          |
| 4.º                      | Jasper Philipsen         | UAE Team Emirates        | 28 pts                   |                          |
| 5.º                      | Tadej Pogačar            | UAE Team Emirates        | 25 pts                   |                          |
| 6.º                      | Rémi Cavagna             | Deceuninck-Quick Step    | 22 pts                   |                          |
| 7.º                      | Maximilian Schachmann    | Bora-Hansgrohe           | 21 pts                   |                          |
| 8.º                      | Maximiliano Richeze      | Deceuninck-Quick Step    | 20 pts                   |                          |
| 9.º                      | Fabio Jakobsen           | Deceuninck-Quick Step    | 18 pts                   |                          |
| 10.º                     | Travis McCabe            | Estados Unidos           | 16 pts                   |                          |

### Clasificación de los jóvenes
| Clasificación del mejor joven | Clasificación del mejor joven | Clasificación del mejor joven | Clasificación del mejor joven | Clasificación del mejor joven |
| Ciclista                      | Ciclista                      | Equipo                        | Tiempo                        |                               |
| ----------------------------- | ----------------------------- | ----------------------------- | ----------------------------- | ----------------------------- |
| 1.º                           | Tadej Pogačar                 | UAE Team Emirates             | 32 h 55 min 12 s              |                               |
| 2.º                           | Sergio Higuita                | EF Education First            | + 16 s                        |                               |
| 3.º                           | João Almeida                  | Hagens Berman Axeon           | + 12 min 33 s                 |                               |
| 4.º                           | Edward Anderson               | Hagens Berman Axeon           | + 29 min 19 s                 |                               |
| 5.º                           | Alex Hoehn                    | Estados Unidos                | + 39 min 03 s                 |                               |
| 6.º                           | Mikkel Bjerg                  | Hagens Berman Axeon           | + 44 min 00 s                 |                               |
| 7.º                           | Jasper Philipsen              | UAE Team Emirates             | + 44 min 58 s                 |                               |
| 8.º                           | Michael Storer                | Team Sunweb                   | + 1 h 08 min 38 s             |                               |
| 9.º                           | Szymon Sajnok                 | CCC Team                      | + 1 h 11 min 48 s             |                               |
| 10.º                          | Michael Hernandez             | Estados Unidos                | + 1 h 31 min 04 s             |                               |

### Clasificación por equipos
| Clasificación por equipos | Clasificación por equipos  | Clasificación por equipos | Clasificación por equipos |
| Equipo                    | Equipo                     | Tiempo                    |                           |
| ------------------------- | -------------------------- | ------------------------- | ------------------------- |
| 1.º                       | EF Education First         | 98 h 49 min 34 s          |                           |
| 2.º                       | Cofidis, Solutions Crédits | + 2 min 35 s              |                           |
| 3.º                       | Rally UHC Cycling          | + 4 min 11 s              |                           |
| 4.º                       | Astana                     | + 4 min 28 s              |                           |
| 5.º                       | UAE Team Emirates          | + 13 min 01 s             |                           |
| 6.º                       | Trek-Segafredo             | + 17 min 07 s             |                           |
| 7.º                       | CCC Team                   | + 21 min 15 s             |                           |
| 8.º                       | Team Jumbo-Visma           | + 25 min 57 s             |                           |
| 9.º                       | Katusha-Alpecin            | + 30 min 07 s             |                           |
| 10.º                      | Deceuninck-Quick Step      | + 32 min 50 s             |                           |

## Evolución de las clasificaciones
| Etapa                   | Vencedor                | Clasificación general | Clasificación de la montaña | Clasificación por puntos | Clasificación de los jóvenes | Premio de la combatividad | Clasificación por equipos |
| ----------------------- | ----------------------- | --------------------- | --------------------------- | ------------------------ | ---------------------------- | ------------------------- | ------------------------- |
| 1.ª                     | Peter Sagan             | Peter Sagan           | no otorgada                 | Peter Sagan              | Tyler Stites                 | Charles Planet            | INEOS                     |
| 2.ª                     | Kasper Asgreen          | Tejay van Garderen    | Davide Ballerini            | Kasper Asgreen           | Tadej Pogačar                | Evan Huffman              | EF Education First        |
| 3.ª                     | Rémi Cavagna            | Tejay van Garderen    | Alex Hoehn                  | Kasper Asgreen           | Tadej Pogačar                | Rémi Cavagna              | EF Education First        |
| 4.ª                     | Fabio Jakobsen          | Tejay van Garderen    | Alex Hoehn                  | Peter Sagan              | Tadej Pogačar                | Michael Hernandez         | EF Education First        |
| 5.ª                     | Iván García Cortina     | Tejay van Garderen    | Davide Ballerini            | Kasper Asgreen           | Tadej Pogačar                | Matteo Badilatti          | EF Education First        |
| 6.ª                     | Tadej Pogačar           | Tadej Pogačar         | Davide Ballerini            | Kasper Asgreen           | Tadej Pogačar                | Mikkel Bjerg              | EF Education First        |
| 7.ª                     | Cees Bol                | Tadej Pogačar         | Davide Ballerini            | Kasper Asgreen           | Tadej Pogačar                | Alex Hoehn                | EF Education First        |
| Clasificaciones finales | Clasificaciones finales | Tadej Pogačar         | Davide Ballerini            | Kasper Asgreen           | Tadej Pogačar                | no se entregó             | EF Education First        |

## Ciclistas participantes y posiciones finales
Convenciones:
- AB-N: Abandono en la etapa "N"
- FLT-N: Retiro por llegada fuera del límite de tiempo en la etapa "N"
- NTS-N: No tomó la salida para la etapa "N"
- DES-N: Descalificado o expulsado en la etapa "N"

## UCI World Ranking
El Tour de California otorgó puntos para el UCI World Ranking para corredores de los equipos en las categorías UCI WorldTeam, Profesional Continental y Continental. Las siguientes tablas son el baremo de puntuación y los 10 corredores que obtuvieron más puntos:
| Posición              | 1.º | 2.º | 3.º | 4.º | 5.º | 6.º | 7.º | 8.º | 9.º | 10.º | 11.º | 12.º | 13.º | 14.º | 15.º-20.º | 21.º-30.º | 31.º-50.º | 51.º-55.º | 56.º-60.º |
| Clasificación general | 300 | 250 | 215 | 175 | 120 | 115 | 95  | 75  | 60  | 50   | 40   | 35   | 30   | 25   | 20        | 12        | 5         | 2         | 1         |
| Por etapa             | 40  | 15  | 6   |     |     |     |     |     |     |      |      |      |      |      |           |           |           |           |           |
| Líder                 | 6   |     |     |     |     |     |     |     |     |      |      |      |      |      |           |           |           |           |           |

| Clasificación |                     |                            |         |       |       |       |
| Ciclista      | Ciclista            | Equipo                     | General | Etapa | Líder | Total |
| ------------- | ------------------- | -------------------------- | ------- | ----- | ----- | ----- |
| 1.º           | Tadej Pogačar       | UAE Emirates               | 300     | 40    | 6     | 346   |
| 2.º           | Sergio Higuita      | EF Education First         | 250     | 21    | -     | 271   |
| 3.º           | Kasper Asgreen      | Deceuninck-Quick Step      | 215     | 40    | -     | 255   |
| 4.º           | George Bennett      | Jumbo-Visma                | 175     | 6     | -     | 181   |
| 5.º           | Richie Porte        | Trek-Segafredo             | 120     | -     | -     | 120   |
| 6.º           | Simon Špilak        | Katusha-Alpecin            | 115     | -     | -     | 115   |
| 7.º           | Tejay van Garderen  | EF Education First         | 60      | 15    | 24    | 99    |
| 8.º           | Jesper Hansen       | Cofidis, Solutions Crédits | 95      | -     | -     | 95    |
| 9.º           | Felix Großschartner | Bora-Hansgrohe             | 75      | -     | -     | 75    |
| 10.º          | Peter Sagan         | Bora-Hansgrohe             | -       | 61    | 6     | 67    |